# Jan Łoniewski
Jan Łoniewski (* 1958) ist ein ehemaliger polnischer Skispringer. Er wurde zweimal polnischer Meister.

## Werdegang
Łoniewski, der seine Karriere bei Start Wisła startete, gab sein Weltcupdebüt am 24. März 1980 in Štrbské Pleso. Dabei gelang ihm mit dem 33. Platz bereits sein zweitbestes Weltcup-Resultat seiner Karriere. Im März nahm er bei der Skiflugwoche – der inoffiziellen Skiflugweltmeisterschaft – in Harrachov teil, blieb allerdings erfolglos. Ab der Saison 1980/81 gehörte Łoniewski zum festen Bestandteil des polnischen Nationalkaders. Bei seinen ersten Springen im Rahmen der Vierschanzentournee 1980/81 blieb er jedoch erfolglos und landete nur auf hinteren Plätzen. Erst bei der sechsten Station in Liberec sprang er auf der Ještěd-Normalschanze unter die Top 40, was ihm wenige Wochen später im schweizerischen Engelberg mit einem 37. Rang erneut gelang. Zwei Wochen später gewann Łoniewski die Silbermedaille von der Średnia Krokiew bei den Polnischen Meisterschaften in Zakopane hinter Stanisław Bobak. Dennoch trat er bei den restlichen Weltcup-Wettbewerben nicht mehr an und beendete die Weltcup-Saison ohne einen einzigen Punkt.
Im Februar 1982 wurde Łoniewski polnischer Meister von der Normalschanze. Darüber hinaus gewann er gemeinsam mit Tadeusz Fijas, Jarosław Mądry und Andrzej Kowalski das erstmals ausgetragene Mannschaftsspringen für den WKS Zakopane. Seine einzigen beiden Teilnahmen beim Skisprung-Weltcup 1981/82 waren in Štrbské Pleso, wo er jedoch erneut die Punkteränge verpasste. In der Saison 1982/83 ging Łoniewski wieder häufiger im Weltcup an den Start und absolvierte seine zweite Vierschanzentournee. Erneut blieb er allerdings erfolglos, sodass sein bestes Ergebnis der 41. Platz auf der Bergiselschanze in Innsbruck war. Nur drei Tage nach Beendigung der Vierschanzentournee erreichte er in Harrachov von der Čerťák mit einem 25. Rang sein bestes Karriereresultat. Bei den polnischen Meisterschaften gewann er die Bronzemedaille in Wisła.
Ende Januar 1984 wurde Łoniewski bei den zu Ehren von Bronisław Czech und Helena Marusarzówna stattfindenden Skiwettbewerben in Zakopane Zweiter hinter Piotr Fijas. Bei seiner sechsten Teilnahme an der Beskiden-Tour erzielte er nur kurze Zeit später mit dem sechsten Platz im heimischen Szczyrk sein bestes Ergebnis bei dieser Wettkampfserie.
Seine letzte Podiumsplatzierung bei den Polnischen Meisterschaften erzielte er 1986 mit dem Gewinn der Bronzemedaille im Teamspringen für Olimpia Goleszów. Łoniewski nahm zwischen 1981 und 1989 an fünf Wettbewerben des Skisprung-Europacups teil und erzielte dabei sein bestes Ergebnis im Februar 1987 im ungarischen Mátraháza mit einem dritten Rang. Am 1. Februar 1989 trat er letztmals bei den Polnischen Meisterschaften an und belegte dabei den 14. Platz.

## Statistik

### Vierschanzentournee-Platzierungen
| Saison  | Platz | Punkte |
| ------- | ----- | ------ |
| 1980/81 | 89.   | 234,5  |
| 1982/83 | 51.   | 589,9  |